# 血肉森林3：帶原者
《血肉森林3：帶原者》（英語：Cabin Fever: Patient Zero）是一部2014年科幻恐怖電影，由凱雷·安德魯斯執導，傑克·韋德·沃爾編劇，萊恩·唐納伍、布蘭登·伊頓、吉莲·默瑞、米契·萊恩、莉蒂亞·赫斯特和辛·艾斯丁主演。本片是《血肉森林》系列的第三部，雖然它被描述為前兩部電影的前傳，但除了片名外，這部電影與前兩部電影沒有任何联系。

## 剧情
愛德華茲博士來到一個僻靜的島嶼實驗室，對波特先生進行檢查。儘管波特身上攜帶著一種致命的食肉细菌，但他沒有任何症狀，也沒有出現壞死的跡象。愛德華茲博士與研究人員卡米拉和布丽奇特一起花了兩個月的時間對波特進行單獨檢查。波特不斷要求見他的妻子，但他不斷被拒絕。
马库斯（马克）準備在多明尼加與富有的女繼承人凯特·阿里亚斯結婚。馬克最好的朋友多布斯、他的兄弟乔希和乔希的女朋友彭妮租了一艘船，帶馬克去一個據稱無人居住的小島參加一個低調的單身派對。在去島上的路上，馬克的前任彭妮試圖勾引他，但遭到拒絕。
富有同情心的研究員卡米拉與波特建立了融洽的關係。由於對監禁感到沮喪，波特故意感染了一名研究人員。波特警告卡米拉他很危險。布丽奇特被感染。
喬希和彭妮去浮潜，看到海底散落著腐爛的海洋動物屍體。當他們回到營地時，喬希和彭妮發現他們的皮膚上出現了奇怪的皮疹。當乔希對彭妮進行口交時，她開始吐出大量血液，她的肉開始融化。乔希通过無線電尋求幫助，一個自稱是愛德華茲博士的聲音向他提供了指示。
意識到他們需要幫助但被困，馬克和多布斯在島上搜索並找到了一個地堡。在裡面，兩人發現了與細菌相關的研究。他們還遇到了試圖殺死他們的變異人。馬克和多布斯得以逃脫，但多布斯被感染了。
地堡原來與愛德華茲博士的實驗室相連。乔希與馬克和多布斯重逢，他們找到了研究人員。制定好撤離計劃後，布丽奇特和乔希决定去接彭妮，然后在海灘上等船。多布斯和愛德華茲也自行前往，同时波特、卡米拉和馬庫斯啟動了實驗室的自毀程序。
布丽奇特殺死了喬希，独自到达海灘。彭妮看到布丽奇特試圖偷小艇，于是这兩名感染者戰鬥至死，互相肢解对方，最终彭妮殺死了布丽奇特，但自己也因病去世並死在岸上。另一边，愛德華茲也殺死了多布斯，並帶著步槍逃到了海灘。
在實驗室爆炸後，波特、卡米拉和馬庫斯發現了多布斯的屍體並與愛德華茲博士對峙。愛德華茲準備射殺馬庫斯，但卡米拉告訴波特他的妻子其实早就死了，愛德華茲一直在騙他，于是波特掏出了自己的手槍殺死了愛德華茲。當船到達時，波特、卡米拉和馬庫斯逃走了。
在船上，波特給卡米拉和馬庫斯每人一瓶瓶裝水飲用。此後不久，卡米拉和馬庫斯聽到很大的聲音。他們發現波特殺死船長並乘小艇逃跑。在此之前，波特用注射器將自己的血液注入瓶子，感染了他們的水。卡米拉和馬庫斯開始出現感染跡象。原来，波特在襲擊研究人員時從防护服中偷走了一部无线电，並用它冒充愛德華茲，將喬希和其他人骗到了實驗室。此外，波特故意感染了一隻老鼠，然后将老鼠放走，这就是導致最初爆發的原因。電影以波特前往大陸結束，暗示波特計劃將感染傳播到世界各地。

## 演员
- 米契·萊恩（英语：Mitch Ryan） 饰 马库斯
- 萊恩·唐納伍（英语：Ryan Donowho） 饰 多布斯
- 布蘭登·伊頓 饰 乔希
- 吉莲·默瑞 饰 彭妮
- 庫里·格拉漢姆 饰 爱德华兹博士
- 莉蒂亞·赫斯特 饰 布丽奇特
- 辛·艾斯丁 饰 波特
- 索莉·杜蘭（Solly Duran） 饰 卡米拉
- 克勞德特·拉力（Claudette Lali） 饰 凯特
- 胡安·班卡拉里（Juan Bancalari） 饰 阿里亚斯先生

## 取消的續集和翻拍
該系列的第四部作品名為《血肉森林：爆發》（Cabin Fever: Outbreak），原計劃與《帶原者》背靠背拍攝，但被取消了。《血肉森林》原版電影的編劇兼導演艾利·羅斯製作了翻拍版，於2016年2月上映。